# SMS S 147
S 147 – niemiecki niszczyciel z okresu I wojny światowej. Dziesiąta jednostka typu S 138. Okręt wyposażony w cztery kotły parowe opalane węglem. Brał udział w bitwie koło Östergarnu. Po pierwszej wojnie światowej pod banderą Reichsmarine. 21 maja 1921 roku sprzedany stoczni złomowej.